# Andrzej Mrożewski
Andrzej Mrożewski (ur. 3 stycznia 1940 w Krakowie) – polski aktor teatralny i filmowy, dyrektor teatru. Syn aktora Zdzisława Mrożewskiego.

## Życiorys
Absolwent Wydziału Aktorskiego Państwowej Wyższej Szkoły Teatralnej w Krakowie (1961). Był członkiem zespołów teatrów: Śląskiego im. Stanisława Wyspiańskiego w Katowicach (1991-1984), Starego im. Heleny Modrzejewskiej w Krakowie (1982-1984) oraz Polskiego w Szczecinie (1995-1997), Ponadto, w latach 1985–1995 był związany z Teatrem Satyry „Maszkaron” w Krakowie jako aktor oraz dyrektor naczelny i artystyczny (od 1990). Wystąpił także w dwudziestu siedmiu spektaklach Teatru Telewizji (1963-2008) oraz dziewięciu audycjach Teatru Polskiego Radia (1968-1980).

## Filmografia
- Sól ziemi czarnej (1969) - niemiecki lekarz wojskowy
- Noce i dnie (1975) - Tadeusz Krępski, syn właściciela Krępy
- Jej powrót (1975) - Adam Borowicz, redaktor "Nowej Epoki"
- Trędowata (1976) - Wizemberg
- Ptaki, ptakom... (1976) - kapitan Musioł
- Noce i dnie (1977) - Tadeusz Krępski (odc. 2)
- Życie na gorąco (1978) - Rialdi (odc. 8)
- Tajemnica Enigmy (1979) - Jerzy VI, król Wielkiej Brytanii
- Sekret Enigmy (1979) - Jerzy VI, król Wielkiej Brytanii
- Operacja Himmler (1979) - oberführer Melhorn
- Doktor Murek (1979) - inżynier kierujący budową szybu (odc. 7)
- Grzeszny żywot Franciszka Buły (1980) - pan de Berg, właściciel kopalni
- „Anna” i wampir (1981) - prokurator
- Blisko, coraz bliżej (1983) - konsul Kęszycki (odc. 9, 10)
- Pogranicze w ogniu (1988-1991) - hrabia August von Altenburg (odc. 3, 7, 9, 11)
- Klan (2000) - kierownik Urzędu Stanu Cywilnego w Warszawie
- Adam i Ewa (2000-2001) - klient Galerii Sztuki Ludowej "Nowicki"
- Samo życie (2002-2010) - pasażer odlatujący do Barcelony z lotniska Warszawa-Okęcie
- Vinci (2004) - profesor egzaminator
- Tajemnica twierdzy szyfrów (2007) - Franklin Delano Roosevelt (rola dubbingowana przez Edwarda Linde-Lubaszenko)
- Naznaczony (2007) -  mecenas Rolski (odc. 7)
- Belle Epoque (2017) - odc. 9